# Ács József (festő)
Ács József (Topolya, 1914. november 14. – Újvidék, 1990. április 3.) magyar festőművész, műkritikus.

## Élete
Tanulmányait a belgrádi Királyi Művészeti Iskola pedagógia szakán végezte (1938), majd a belgrádi Képzőművészeti Akadémia tanulója 1941 áprilisáig. Mestere: Milun Milunović. 1941 és 1953 között az újvidéki és zentai gimnáziumban rajztanár, majd 1953-1956 között az újvidéki iparművészeti iskola igazgatója. 1956-tól 1980-ig a Magyar Szó képzőművészeti kritikusa, a lap állandó rovata, a Képzőművészeti Iskola az ő nevéhez fűződik. 1952-ben megalapította az 1. jugoszláv művésztelepet Zentán. 1953-ban a topolyai, 1956-ban az écskai, 1954-ben az óbecsei művésztelepeknek lett alkotója és szervezője. Művészetének fejlődési szakaszon keresztülmentek a posztimpresszionizmuson, a szocialista realizmuson, az expresszionizmuson, a szürrealizmuson. Sajátos ábrázolásmódot, szimbólumrendszert alakított ki az informelen keresztül, amely kifejezőbbé válik alkotásainak 1-1 ciklusba rendeződésekor. 1968 volt alkotói korszakának fordulópontja, utána alakította meg az EK (Első Kísérlet) nevű csoportot, mely gazdasági, termelési és társadalmi kérdésekre keres választ. Papírszobrai 1968 utáni korszakának jelentős kifejező alkotásai. A tér irányába nyitás első kísérletei az 1979-1980-ban készült politikai tematikájú művei, az assemblage-ok, zsák és kifeszített vászon kompozíciók.

## Kiállításai

### Egyéni kiállításai
- 1954 Zenta
- 1956 Zenta, Topolya, Szabadka, Nagybecskerek
- 1961 Szabadka, Újvidék
- 1964 Stuttgart
- 1967 Újvidék, Szabadka
- 1972 Szabadka
- 1982 Újvidék
- 1986 Újvidék

### Válogatott csoportos kiállításai
- 1938 Szabadka
- 1942 Szeged
- 1949 Belgrád
- 1952 Újvidék, Zenta
- 1959 Belgrád, Titográd, Szarajevó, Óbecse
- 1960 Belgrád, Újvidék, Topolya, Szkopje, Versec, Zenta, Óbecse, Nagybecskerek, Szarajevó, Ljubljana
- 1972 Modena, Regensburg, Belgrád, Zágráb, Ljubljana, Nagybecskerek, Szabadka, Versec, Bitola
- 1981 Újvidék, Banja Luka, Bécs, Párizs, Belgrád, Nagybecskerek, Sremska Mitrovica, Zombor
- 1984 Újvidék, Szarajevó, Dubrovnik
- 1986 Zágráb, Split, Pancsova

## Könyvei
- A zentai festőtelep (Újvidék, 1962)

## Művei
- Mechanika a fehér mezőben (1962)
- Forgás egy helyben (1963)
- Kör, négyzet és a kettő között (1969)

## Díjak, elismerések
- Forum Képzőművészeti díj (1960)
- Újvidék Város Októberi Díja (1969)
- Vajdaság tartomány Állami díja (1969)
- Vuk-díj (1969)
- Nagyapáti Kukac Péter Képzőművészeti díj (1973)